# Partyzant (słoń)
Partyzant (ur. ok. 1920 w Kambodży, zm. 1958 w Warszawie) – słoń indyjski podarowany Polsce przez rewolucjonistów wietnamskich w 1955 r. w podziękowaniu za służbę transportową statku MS „Kiliński” Polskich Linii Oceanicznych. Statek ten w latach 1954–1956 przewiózł ponad 100 tys. osób z południa na północ Wietnamu tuż przed wybuchem wojny wietnamskiej. Partyzant był jednym z czterdziestu zakupionych do celów militarnych przez armię Hồ Chí Minha kambodżańskich słoni, które przewoził „Kiliński” podczas ostatniego kursu transportowego na tamtych wodach.
Słoń został przewieziony do Polski drogą morską przez powracający do kraju statek, nie bez problemów związanych z wyżywieniem. Zabrany w ogromnej ilości, jak sądziła załoga, prowiant w postaci drzewek bananowca został pochłonięty przez Partyzanta w tydzień. Kapryśne zwierzę nie chciało jeść zakupionej dla niego po drodze w Kolombo australijskiej lucerny. Podczas postoju w Kanale Sueskim załadowano 300 kg kapusty, którą Partyzant jadł niechętnie, ale za to z upodobaniem deptał lub rzucał główkami w załogę. Sytuację uratowały gotowane ziemniaki oraz buraki cukrowe dokupione awaryjnie w Kanale Kilońskim.
Na słonia czekała cała Polska, emocjonując się prasowymi doniesieniami. Po dotarciu do kraju trafił do Ogrodu Zoologicznego w Warszawie. Szacowano wówczas jego wiek na ponad 40 lat. Na początku września 1955 r. słoń został umieszczony w pomieszczeniu zajmowanym niegdyś przez słonicę Kasię. Partyzant padł po dwóch latach pobytu w Warszawie.